# Protivin
Protivin é uma cidade localizada no estado americano de Iowa, no Condado de Chickasaw e Condado de Howard.

## Demografia
Segundo o censo americano de 2000, a sua população era de 317 habitantes.
Em 2006, foi estimada uma população de 311, um decréscimo de 6 (-1.9%).

## Geografia
De acordo com o United States Census Bureau tem uma área de
1,2 km², dos quais 1,2 km² cobertos por terra e 0,0 km² cobertos por água. Protivin localiza-se a aproximadamente 351 m acima do nível do mar.

## Localidades na vizinhança
O diagrama seguinte representa as localidades num raio de 20 km ao redor de Protivin.